# مانفريد ليمان
مانفريد ليمان (بالألمانية: Manfred Lehmann)‏ (و. 1945  م) هو ممثل، ومؤدي أصوات ألماني، ولد في برلين.

## وصلات خارجية
- مانفريد ليمان على موقع IMDb (الإنجليزية)
- مانفريد ليمان على موقع ألو سيني (الفرنسية)
- مانفريد ليمان على موقع أول موفي (الإنجليزية)
- مانفريد ليمان على موقع قاعدة بيانات الأفلام السويدية (السويدية)
- مانفريد ليمان على موقع قاعدة بيانات الفيلم (الإنجليزية)
- مانفريد ليمان على موقع كينوبويسك (الروسية)